# IAAF World Relays 2015
2. IAAF World Relays – zawody lekkoatletyczne w biegach sztafetowych, organizowane pod egidą Międzynarodowego Stowarzyszenia Federacji Lekkoatletycznych (IAAF), które odbyły się 2 i 3 maja 2015 na Thomas Robinson Stadium w stolicy Bahamów Nassau.
Pierwsze osiem zespołów z biegów 4 × 100 metrów oraz 4 × 400 metrów (wśród kobiet i mężczyzn) uzyskało automatyczną kwalifikację do startu w igrzyskach olimpijskich w Rio de Janeiro (w sierpniu 2016).

## Rezultaty

### Mężczyźni
| Konkurencja:                                  | 1. miejsce                                                                             | Rezultat       | 2. miejsce                                                                            | Rezultat   | 3. miejsce                                                                        | Rezultat   |
| Sztafeta 4 × 100 metrów (szczegóły)           | Stany Zjednoczone · Justin Gatlin · Tyson Gay · Ryan Bailey · Michael Rodgers          | 37,38 CR, WL   | Jamajka · Usain Bolt · Nickel Ashmeade · Nesta Carter · Kemar Bailey-Cole             | 37,68      | Japonia · Kenji Fujimitsu · Kazuma Ōseto · Yoshihide Kiryū · Kotaro Taniguchi     | 38,20      |
| Sztafeta 4 × 200 metrów (szczegóły)           | Jamajka · Nickel Ashmeade · Rasheed Dwyer · Jason Livermore · Warren Weir              | 1:20,97        | Francja · Teddy Tinmar · Christophe Lemaitre · Pierre-Alexis Pessonneaux · Ben Bassaw | 1:21,49    | Niemcy · Robin Erewa · Sven Knipphals · Aleixo-Platini Menga · Alexander Kosenkow | 1:22,65    |
| Sztafeta 4 × 400 metrów (szczegóły)           | Stany Zjednoczone · David Verburg · Tony McQuay · Jeremy Wariner · LaShawn Merritt     | 2:58,43 WL     | Bahamy · Ramon Miller · Michael Mathieu · Steven Gardiner · Chris Brown               | 2:58,91 SB | Belgia · Dylan Borlée · Julien Watrin · Jonathan Borlée · Kévin Borlée            | 2:59,33 NR |
| Sztafeta 4 × 800 metrów (szczegóły)           | Stany Zjednoczone · Duane Solomon · Erik Sowinski · Casimir Loxsom · Robby Andrews     | 7:04,84 CR, WL | Polska · Karol Konieczny · Kamil Gurdak · Marcin Lewandowski · Adam Kszczot           | 7:09,98    | Australia · Jared West · Joshua Ralph · Ryan Gregson · Jordan Williamsz           | 7:16,30    |
| Sztafeta 1200+400+800+1600 metrów (szczegóły) | Stany Zjednoczone · Kyle Merber · Brycen Spratling · Brandon Johnson · Ben Blankenship | 9:15,50 WR     | Kenia · Abednego Chesebe Miti · Alfas Kishoyan · Ferguson Rotich · Timothy Cheruiyot  | 9:17,20    | Australia · Ryan Gregson · Alexander Beck · Jordan Williamsz · Collis Birmingham  | 9:21,62    |

### Kobiety
| Konkurencja:                                  | 1. miejsce                                                                                       | Rezultat           | 2. miejsce                                                                                        | Rezultat   | 3. miejsce                                                                            | Rezultat   |
| Sztafeta 4 × 100 metrów (szczegóły)           | Jamajka · Simone Facey · Kerron Stewart · Schillonie Calvert · Veronica Campbell-Brown           | 42,14 WL           | Stany Zjednoczone · Tianna Bartoletta · Allyson Felix · Kimberlyn Duncan · Carmelita Jeter        | 42,32 SB   | Wielka Brytania · Asha Philip · Ashlee Nelson · Bianca Williams · Margaret Adeoye     | 42,84 SB   |
| Sztafeta 4 × 200 metrów (szczegóły)           | Nigeria · Regina George · Blessing Okagbare · Dominique Duncan · Christy Udoh                    | 1:30,52 AR, WL     | Jamajka · Veronica Campbell-Brown · Sherone Simpson · Samantha Henry-Robinson · Shericka Williams | 1:31,73    | Niemcy · Anne Christina Haack · Rebekka Haase · Nadine Gonska · Josefina Elsler       | 1:33,61    |
| Sztafeta 4 × 400 metrów (szczegóły)           | Stany Zjednoczone · Phyllis Francis · Natasha Hastings · Sanya Richards-Ross · Francena McCorory | 3:19,39 CR, WL     | Jamajka · Anastasia Le-Roy · Novlene Williams-Mills · Christine Day · Stephenie Ann McPherson     | 3:22,49 SB | Wielka Brytania · Eilidh Child · Anyika Onuora · Kelly Massey · Seren Bundy-Davies    | 3:26,38 SB |
| Sztafeta 4 × 800 metrów (szczegóły)           | Stany Zjednoczone · Chanelle Price · Maggie Vessey · Molly Beckwith-Ludlow · Alysia Montaño      | 8:00,62 CR, AR, WL | Polska · Syntia Ellward · Katarzyna Broniatowska · Angelika Cichocka · Sofia Ennaoui              | 8:11,36 NR | Australia · Abbey de la Motte · Kelly Hetherington · Selma Kajan · Brittany McGowan   | 8:13,97 SB |
| Sztafeta 1200+400+800+1600 metrów (szczegóły) | Stany Zjednoczone · Treniere Moser · Sanya Richards-Ross · Ajee Wilson · Shannon Rowbury         | 10:36,50 WR        | Kenia · Selah Busienei · Joy Nakhumicha Sakari · Sylivia Chesebe · Virginia Nganga                | 10:43,35   | Polska · Katarzyna Broniatowska · Monika Szczęsna · Angelika Cichocka · Sofia Ennaoui | 10:45,32   |